# О’Киф, Деннис
Деннис О’Киф (англ. Dennis O’Keefe), имя при рождении Эдвард Вэнс Флэнаган (англ. Edward Vance Flanagan; 29 марта 1908 — 31 августа 1968) — американский актёр, наиболее известный ролями в фильмах 1940-50-х годов.
О’Киф начал кинокарьеру в качестве статиста, сыграв в 1930-38 годах почти 200 эпизодических ролей (практически всегда без упоминания в титрах), а с 1937 года О’Киф стал исполнять главные роли, преимущественно в фильмах категории В, сначала в комедиях, а затем — в фильмах нуар. Наиболее сильными фильмами с О’Кифом в одной из главных ролей были комедии «Восстань, моя любовь» (1940), «Привет, Диддл, Диддл» (1943), «Наверху в комнате Мейбел» (1944), «Интриги Сьюзен» (1945), «Миллионы Брюстера» (1945), фильм ужасов «Человек-леопард» (1943), приключенческий экшн «История доктора Уосселла» (1944), фильмы нуар «Агенты казначейства» (1947), «Грязная сделка» (1948) и «Женщина в бегах» (1950). Кроме того, О’Киф хорошо зарекомендовал себя в военной драме «На линии огня» (1944), а также фильмах нуар «Идти преступным путём» (1948), «Чикагский синдикат» (1955) и «Внутри Детройта» (1956) .

## Ранние годы жизни
Деннис О’Киф родился 29 марта 1908 года в небольшом городке Форт-Мадисон в штате Айова, в семье выступавших в США ирландских эстрадных артистов. Ещё маленьким ребёнком О’Киф начал играть на сцене в комедийном номере своих родителей.
В 16 лет он начал писать киносценарии для комедийных короткометражек «Наша банда». Некоторое время О’Киф учился в колледже, продолжая работать на эстраде, а в начале 1930-х годов ушёл в кино.

## Кинокарьера в 1930-е годы

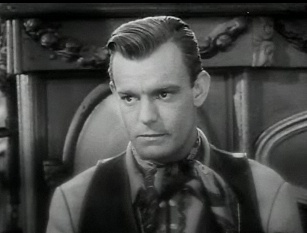
Деннис О’Киф в фильме «Парень из Техаса» (1939)

В начале 1930-х годов под именем Бад Флэнаган начал сниматься в эпизодических ролях, играя в 20-30 фильмах в год, как правило, без упоминания в титрах. Он, в частности, появлялся в таких фильмах, как драма «Свидетельство о разводе» (1932) с Джоном Бэрримором и Кэтрин Хепбёрн в её первой главной роли, прото-нуар «Я — беглый каторжник» (1932) с Полом Муни и мелодрама «Имитация жизни» (1934) с Клодетт Кольбер и такие ранние нуары, как «Лицо со шрамом» (1932) и «Ярость» (1936).
В 1937 году он сыграл небольшую, но яркую роль в романтической комедии «Саратога» (1937). Звезда фильма Кларк Гейбл обратил внимание на О’Кифа, порекомендовав руководству студии «Метро-Голдвин-Майер» попробовать молодого актёра в более значимых ролях, в итоге студия в 1937 году заключила с ним контракт.
После множества эпизодических ролей на протяжении 1930-х годов Бад Флэнаган, наконец, сменил имя на Деннис О’Киф, превратившись в мужественную звезду второго эшелона . Первым фильмом, где О’Киф сыграл главную роль, стал вестерн «Негодяй из Бримстоуна» (1938). За ним последовали романтическая комедия «Придержи этот поцелуй» (1938), комедия «Отдых от любви» (1938), мелодрама «Чеканщик» (1938), криминальный экшн об автогонках «Сожги их, О’Коннор» (1939) и романтическая комедия «Воскресни, любовь моя» (1940).

## Кинокарьера в 1940-е годы

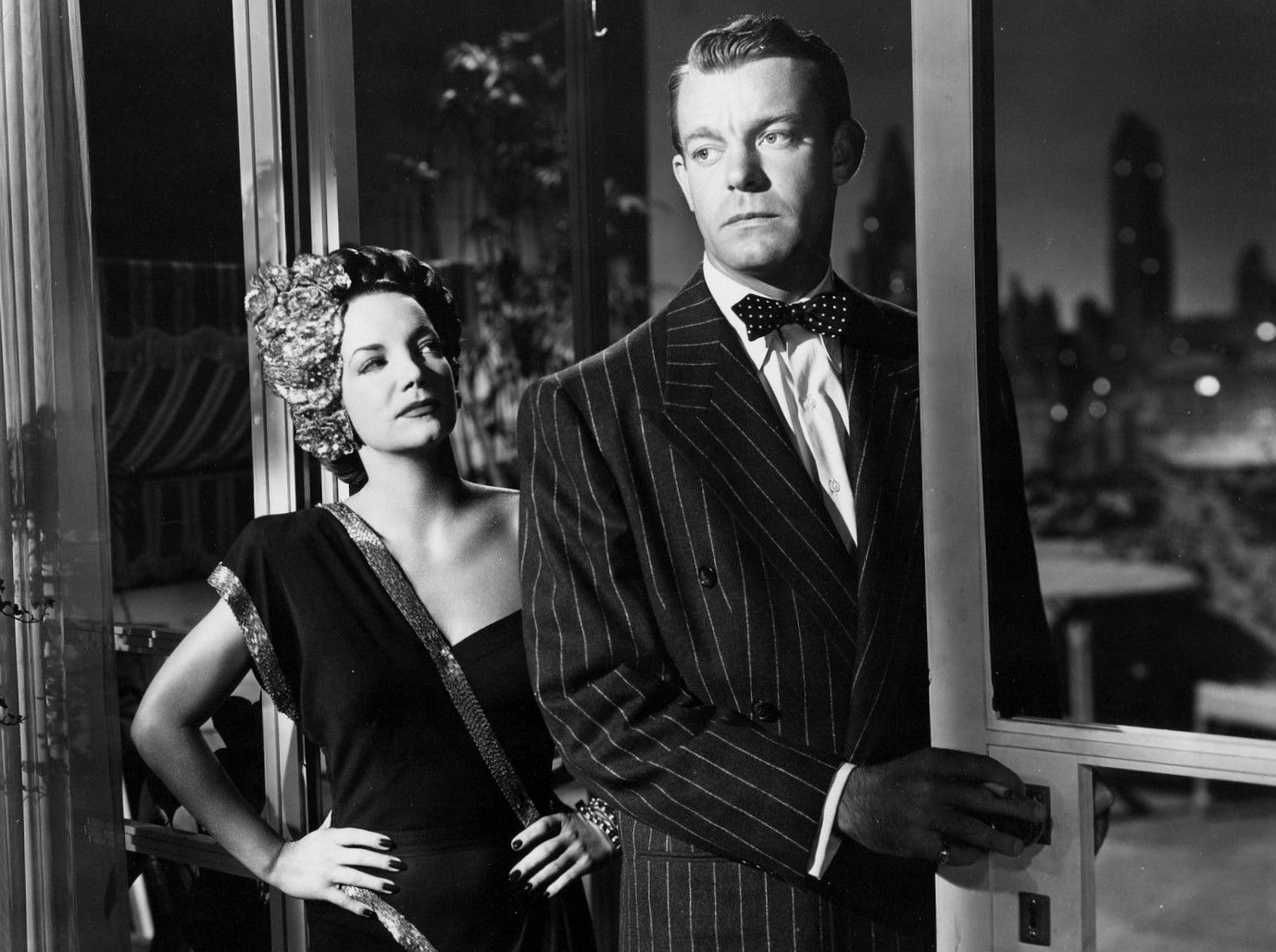
Кармен Миранда и Деннис О’Киф в фильме «Куколка» (1945)

В 1940 году после истечения контракта с MGM О’Киф стал независимым артистом. Он обратил на себя внимание исполнением роли второго плана в детективной фэнтези-комедии «Топпер возвращается» (1941) с участием Роланда Янга и Джоан Блонделл, после чего сыграл главные роли в криминальной комедии «Мистер окружной прокурор» (1941), комедии «Уикенд на троих» (1941), криминальной комедии «Скандалы Джимми Валентайна» (1942), музыкальных комедиях «Привет, Диддл, Диддл» (1943) и «Любимая с Таити» (1943).
К числу наиболее заметных работ О’Кифа в этот период относится главная роль мелкого импресарио, вылавливающего серийного убийцу, в психологическом хоррор-триллере продюсера Вэла Льютона «Человек-леопард» (1943). Он также сыграл памятную роль раненого моряка в биографической драме «История доктора Уоссела» (1944) с Гэри Купером в главной роли, которая рассказывает о приключениях американского военно-морского врача в Голландской Ост-Индии во время Второй мировой войны. В этот же период О’Киф сыграл значимую роль второго плана в комедии «Интриги Сьюзен» (1945) с Джоан Фонтейн и Джорджем Брентом в главных ролях, а также в музыкальной комедии «Куколка» (1945).
В середине 1940-х годов О’Киф начал активно сотрудничать с независимым продюсером Эдвардом Смоллом, вместе с которым сделал некоторые из своих лучших фильмов. Первоначально О’Киф исполнял главные роли в комедиях Смолла, таких как «Наверху в комнате Мейбел» (1944), «Миллионы Брюстера» (1945) и «Достать подтяжки Герти» (1945). В «Миллионах Брюстера», веселой истории о том, как вернувшийся с войны молодой солдат, чтобы получить многомиллионное наследство умершего дяди, должен истратить за два месяца миллион долларов, О’Киф, по словам кинокритика Лоренса Роу, сыграл одну из своих лучших ролей.

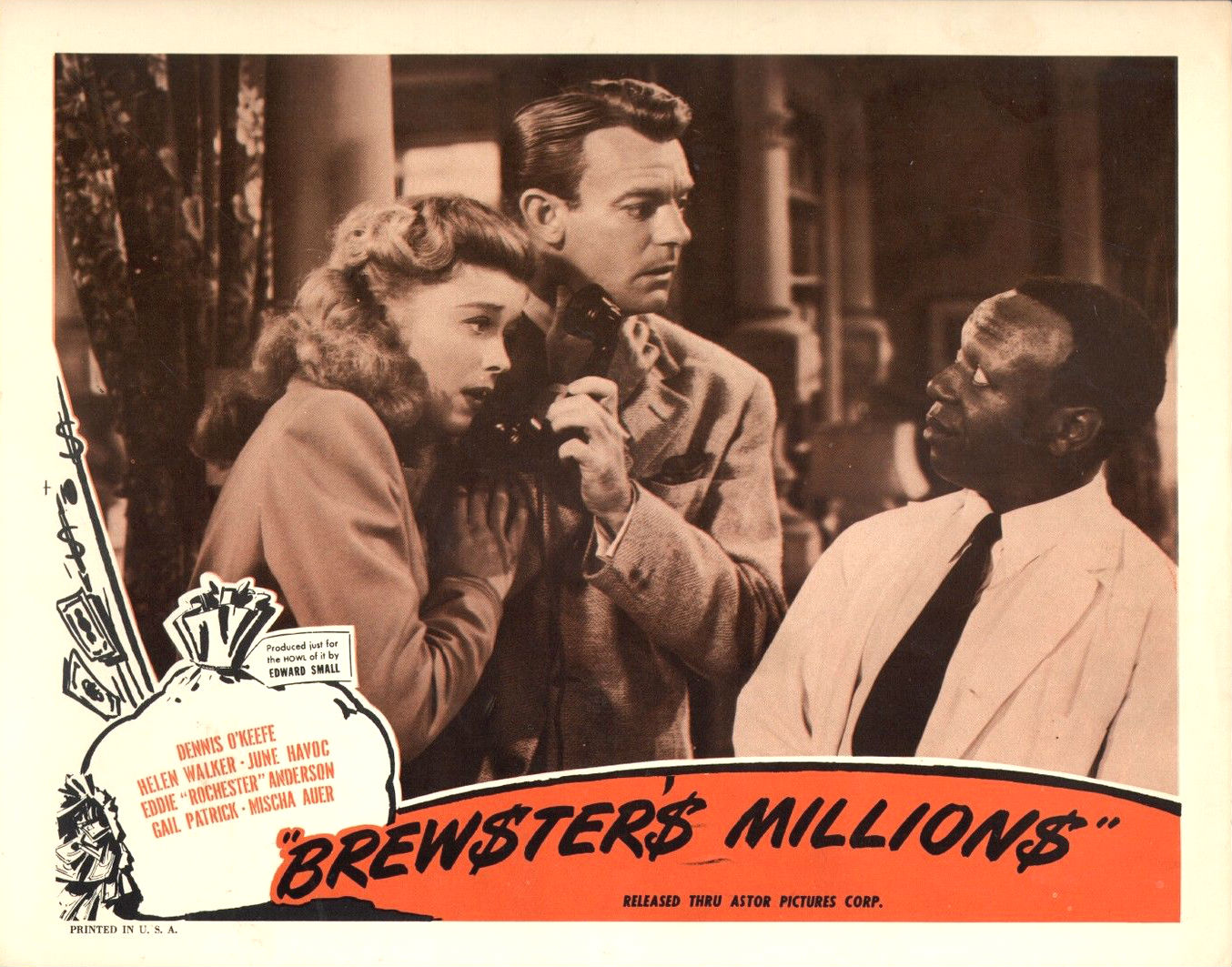
Мини-постер фильма «Миллионы Брюстера» (1945)

После многочисленных комедий и лёгких экшн-фильмов, со временем О’Киф стал специализироваться на ролях крутых парней. Продюсер Эдвард Смолл пригласил О’Кифа на главные роли в трёх фильмах нуар подряд — «Агенты казначейства» (1947), «Грязная сделка» (1948) и «Идти преступным путём» (1948). Фильм нуар режиссёра Энтони Манна «Агенты казначейства» (1947) продемонстрировал новаторский полудокументальный стиль и великолепную операторскую работу Джона Олтона, подробно показав технические моменты работы государственных служб по разоблачению преступлений в финансовой сфере. О’Киф сыграл главную роль агента государственного казначейства О’Брайена, который, действуя под прикрытием, раскрывает сеть фальшивомонетчиков. Как указывает Эндрю Спайсер, «поведение О’Брайена было настолько неприятно точным, что его, кажется, легко можно поменять местами с гангстерами, которых он пытается разоблачить. Однако при этом О’Киф великолепно донёс и боль своего персонажа, вызванную гибелью его партнёра в ходе выполнения задания». Второй совместный фильм Смолла, Манна, Олтона и О’Кифа — «Грязная сделка» (1948) — стал одним из классических фильмов жанра нуар. В этой картине О’Киф сыграл роль сбежавшего из тюрьмы преступника, который собирается выбить из своих сообщников причитающуюся ему долю, и, кроме того, должен сделать выбор между двумя женщинами — влюблённой в него старой подругой (Клер Тревор) и молодой привлекательной адвокатессой (Марша Хант), которую он похищает, а затем влюбляется в неё. Как отмечает Спайсер, в этой картине О’Киф создал образ «грубого и резкого, но в глубине души порядочного человека, который способен управлять любовью двух женщин». По мнению Хогана, «в фильмах „Агенты казначейства“ и „Грубая сделка“ О’Киф продемонстрировал не только свои способности, но и острую, захватывающую игру, внеся немалый вклад в то, чтобы оба этих фильма стали классикой». Третий совместный нуар Смолла и О’Кифа «Идти преступным путём» (1948) был шпионским триллером, где О’Киф сыграл агента ФБР, раскрывающего утечку секретной информации из атомной лаборатории в Калифорнии.
Однако, как замечает Спайсер, эти роли не сделали его звездой, и О’Киф «провёл остаток своей карьеры, играя в фильмах категории В», таких как «Концы в воду» (1949), где он был не только исполнителем главной роли страхового следователя, но и соавтором сценария . О’Киф также сыграл главные роли в таких добротных фильмах нуар, как «Обесчещенная леди» (1947) с Хеди Ламарр и «Брошенная» (1949). Лучшим среди его нуаров этого периода стала «Женщина в бегах» (1950) с Энн Шеридан, где актёр создал образ привлекательного и настырного журналиста, оказывающегося в итоге убийцей. Как отмечает Хоган, « О’Киф был очень тощим, что хорошо контрастировало с его широкой, лёгкой улыбкой, так что зритель никогда точно не знал, что он думает. Вместе с крутой штучкой Энн Шеридан он составил в этом фильме прекрасную пару».

## Кинокарьера в 1950-60-е годы
В начале 1950-х годов О’Киф продолжал много сниматься. В частности, вместе с Джоном Пейном и Рондой Флеминг он сыграл в вестерне «Орёл и ястреб» (1950), с Лизабет Скотт и Джейн Грир — в социальной мелодраме «Её компания» (1951), с Гленном Фордом и Энн Бакстер — в биопике об известном гольфисте «Вслед за солнцем» (1951). Он также сыграл в мюзикле «Всё моё — твоё» (1952) и комедии «Леди хочет норку» (1953) вместе с Рут Хасси и Ив Арден.
В середине 1950-х годов О’Киф исполнил главные роли в четырёх криминальных драмах — «Подделка» (1953), «Вымогательство в Лас-Вегасе» (1955), «Внутри Детройта» (1955) и «Чикагский синдикат» (1955), а также в вестерне «Резня в Драгон Уэллс» (1957). В «Чикагском синдикате» (1955) он снова сыграл агента под прикрытием, а во «Внутри Детройта» (1956) пытался отомстить за убийство брата, обе картины были выполнены в жанре разоблачительного нуара.
В 1954 году О’Киф поставил как режиссёр, сыграв в них и главные роли, две криминальные драмы в Европе: «Бриллиант» (1954) — в Великобритании и «Анджела» (1954) . В 1960-е годы он снялся только в двух фильмах — военно-морской музыкальной комедии «Все наверх» (1961) и драме «Голое пламя» (1964) о секте духоборов на севере Канады.

## Работа на радио и телевидении

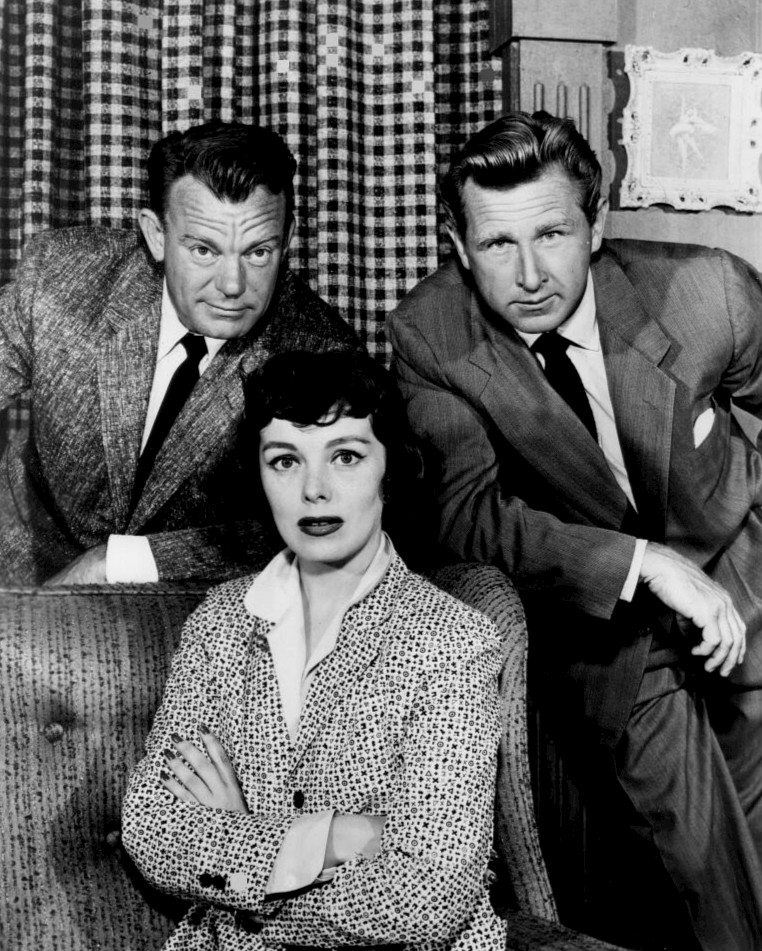
Деннис О’Киф, Филлис Кларк и Ллойд Бриджес в телесериале «Кульминация» (1954)

С 1944 года О’Киф играл на радио, в частности, в радиосериале 1945 года «Время голливудского детектива», он сыграл главную роль кинорежиссёра, ставшего сыщиком. В 1950-е годы, как и другие актёры его поколения, О’Киф много работал на телевидении. Начиная, с 1951 года, он сыграл более чем в трёх десятках эпизодов различных телесериалов. В 1957—58 годах О’Киф сыграл в двух эпизодах мистически-детективного телесериала «Подозрение» (1957—1958), продюсером которого был Альфред Хичкок. В конце десятилетия в собственном недолговечном телевизионном ситкоме «Шоу Дениса О’Кифа» (1959—1960, 32 эпизода) О’Киф играл роль вдовца, работающего репортёром в Лос-Анджелесе.

## Актёрское амплуа и оценка творчества
В период расцвета карьеры в 1940-50-е годы О’Киф, по данным сайта AllMovie, был «стройным, дерзким, обаятельным, высоким и крепким исполнителем главных ролей». При этом, как отметил Хоган, О’Киф никогда не возглавлял актёрский состав «больших» фильмов, зато на протяжении почти 30 лет был надёжным актёром в триллерах, мюзиклах, драмах и комедиях категории В. Спайсер охарактеризовал О’Кифа как «высокого и прекрасно сложенного актёра с грубоватым, хриплым голосом, который играл как героев экшна, так и крутых парней», подчеркнув, что свои лучшие роли он сыграл в двух фильмах нуар Энтони Манна «Агенты казначейства» (1948) и «Грязная сделка» (1948).

## Личная жизнь
О’Киф был женат дважды: первый раз — на актрисе Луиз Стенли, и второй раз — с 1940 по 1968 год — на актрисе Стеффи Дюна. Во втором браке у него родился сын Джеймс О’Киф, ставший популярным режиссёром и продюсером на телевидении.

## Смерть
Деннис О’Киф скоропостижно скончался в возрасте 60 лет от рака лёгких 31 августа 1968 года в больнице Санта-Моники.

## Фильмография

### Кино

#### Как Бад Флэнаган (без указания в экранных титрах)
- 1933 — Золотоискатели 1933-го года / Gold Diggers of 1933 — критик в перерыве
- 1933 — Леди-убийца / Lady Killer — клиент казино
- 1933 — Певица / Torch Singer — посетитель ночного клуба
- 1934 — Бродвейский Билл / Broadway Bill
- 1934 — Мир высшего класса / Upperworld — фотограф
- 1934 — Двадцать миллионов любимых / Twenty Million Sweethearts — репортёр
- 1934 — Джентльмен Джим / Jimmy the Gent — Честер Кут
- 1934 — Медицинская сестра / Registered Nurse — интерн
- 1934 — Туман над Сан-Франциско / Fog over Frisco — Ван Бруг, репортёр
- 1934 — Морпехи в воздухе / Devil Dogs of the Air — студент
- 1935 — Тайна служанки / Personal Maid’s Secret — гость
- 1935 — Румба / Rumba — мужчина на вечеринке у Дианы
- 1935 — Цилиндр / Top Hat — пассажир в лифте
- 1936 — Оклеветанная леди / Libeled Lad — зазывала в баре
- 1936 — Ярость / Fury — репортёр
- 1936 — Девушка их маленького городка / Small Town Girl — друг Боба, танцующий в таверне
- 1936 — Ритм горной гряды / Rhythm on the Range — нарушитель спокойствия в зале
- 1936 — Заклятый враг / Sworn Enemy — руководитель оркестра
- 1936 — 13 часов в воздухе / 13 Hours by Air — Бейкер
- 1936 — Любовь перед завтраком / Love Before Breakfast — студент
- 1936 — Мистер Дидс отправляется в город / Mr. Deeds Goes to Town — репортёр в зале суда
- 1936 — Вот так они поженились / And So They Were Married — пьяный
- 1936 — Теодора выходит из себя / Theodora Goes Wild
- 1936 — Роуз-боул / Rose Bowl — Джонс
- 1936 — Рождённый танцевать / Born to Dance — молодой человек на диване
- 1936 — Умница / Nobody’s Fool — молодой человек
- 1936 — Джим с Пиккадилли / Piccadilly Jim — Пити Макгрегор
- 1936 — Стоит только попросить / Yours for the Asking
- 1937 — Большой город / Big City — Стенли, таксист (указан как Эдвард Джеймс Флэнаган)
- 1937 — Житель равнины / The Plainsman — второй мужчина
- 1937 — Вершина города / Top of the Town — Фрэнк
- 1937 — Саратога / Saratoga — участник торгов
- 1937 — Взлёты и падения / Swing High, Swing Low — казначей
- 1937 — Звезда родилась / A Star Is Born — мужчина на вечеринке
- 1937 — Жизнь начинается с любви / Life Begins with Love — музыкант (указан как Эдвард Джеймс Флэнаган)
- 1937 — Лёгкая жизнь / Easy Living — менеджер в офисе
- 1937 — Рэкет во время условно-досрочного освобождения / Parole Racket — Томпсон, репортёр
- 1937 — Девушка из Скотленд-ярда / The Girl from Scotland Yard — Джон
- 1937 — Между двумя женщинами / Between Two Women — друг Патриции
- 1937 — Поженившиеся до завтрака / Married Before Breakfast — торговец (указан как Эдвард Джеймс Флэнаган)
- 1937 — Ничей ребёнок / Nobody’s Baby — человек в ночном клубе
- 1937 — Завоевание / Conquest — Ян Валевска (указан как Эдвард Джеймс Флэнаган)
- 1938 — Оживлённая леди / Vivacious Lady — студент

#### Как Деннис О’Киф
- 1937 — Негодяй из Бримстоуна / The Bad Man of Brimstone — Джеффри Бёртон
- 1938 — Отдых от любви / Vacation from Love — У. Д. «Билл» Блэйр
- 1938 — Держи этот поцелуй / Hold That Kiss — Томми Брэдфорд
- 1938 — Чеканщик / The Chaser — Томас З. «Том» Брэндон
- 1939 — Парень из Техаса / The Kid from Texas — Уильям Куинси Мэлоун
- 1939 — Это правильно — ты не прав / That’s Right--You’re Wrong — Чак Димс
- 1939 — Неожиданный отец / Unexpected Father — Джимми Хэнли
- 1939 — Сожги их, О’Коннор / Burn 'Em Up O’Connor — Джерри О’Коннор
- 1940 — Воскресни, любовь моя / Arise, My Love — Шеп
- 1940 — Девушка из Гаваны / Girl from Havana — Вуди Дэвис
- 1940 — Парень из Бауэри / Bowery Boy — Доктор Том О’Хара
- 1940 — Папа платит всегда / Pop Always Pays — Джефф Томпсон
- 1940 — Вы узнаете / You’ll Find Out — Чак Димс
- 1940 — Под видом дьякона / Alias the Deacon — Джон Слоун
- 1940 — Ночи «Ла Конги» / La Conga Nights — Стив Коллинз
- 1940 — Я ничья не возлюбленная сейчас / I’m Nobody’s Sweetheart Now — Тод Лауэлл
- 1941 — Поезд «Бродвей лимитед» / Broadway Limited — доктор Харви Норт
- 1941 — Леди со шрамом на лице / Lady Scarface — Лейтеннт Билл Мэйсон
- 1941 — Мистер окружной прокурор / Mr. District Attorney — П. Кэдуолладер Джонс
- 1941 — Топпер возвращается / Topper Returns — Боб
- 1941 — Уик-энд для троих / Weekend for Three — Джим «Джимбо» Крейг
- 1942 — Скандалы Джимми Валентайна / The Affairs of Jimmy Valentine — Майк Джейсон
- 1942 — Маскарад лунного света / Moonlight Masquerade — Джон Беннетт, младший
- 1943 — Доброе утро, судья / Good Morning, Judge — Дэвид Бэртон
- 1943 — Палачи тоже умирают! / Hangmen Also Die! — Ян Хорак
- 1943 — Привет, Диддл, Диддл / Hi Diddle Diddle — Сони Фифф
- 1943 — Человек-леопард / The Leopard Man — Джерри Мэннинг
- 1943 — Любимая с Таити / Tahiti Honey — Микки Монро
- 1944 — История доктора Уоссела / The Story of Dr. Wassell — Бенджамин «Хоппи» Хопкинс
- 1944 — На линии огня / The Fighting Seabees — Лейтенант-коммандер Роберт Йэрроу
- 1944 — Сенсации 1945 года / Sensations of 1945 — Джуниор Крейн
- 1944 — Наверху в комнате Мейбел / Up in Mabel’s Room — Гэри Эйнсворт
- 1944 — За границей с двумя янки / Abroad with Two Yanks — Джефф Рирдон
- 1945 — Интриги Сьюзен / The Affairs of Susan — Билл Энтони
- 1945 — Миллионы Брюстера / Brewster’s Millions — Монтагью Л. «Монти» Брюстер
- 1945 — Куколка / Doll Face — Майкл Фрэнсис «Майк» Хэннеган
- 1945 — Суета Эрла Кэрролла / Earl Carroll Vanities — Дэнни Болдвин
- 1945 — Достать подтяжки Герти / Getting Gertie’s Garter — Кен
- 1946 — Её опасная ночь / Her Adventurous Night — Билл Фрай
- 1947 — Обесчещенная леди / Dishonored Lady — Доктор Дэвид С. Казинс
- 1947 — Мистер окружной прокурор / Mr. District Attorney — Стив Беннетт
- 1948 — Грязная сделка / Raw Deal — Джозеф Эмметт (Джо) Салливан
- 1948 — Агенты казначейства / T-Men — Деннис О’Брайен / Вэнни Хэрриган
- 1948 — Идти преступным путём / Walk a Crooked Mile — Дэниэл Ф. О’Хара
- 1949 — Брошенная / Abandoned — Марк Ситко
- 1949 — Русалки Атлантиды / Siren of Atlantis — Капитан Джин Морхэндж
- 1949 — Концы в воду / Cover Up — Сэм Донован (также сценарист фильма под именем Джонатан Рикс)
- 1949 — Великий Дэн Пэтч / The Great Dan Patch — Дэвид Палмер
- 1950 — Орёл и ястреб / The Eagle and the Hawk — Уитни Рэндолф
- 1950 — Женщина в бегах / Woman on the Run — Дэн Леггетт
- 1951 — Следуй за солнцем / Follow the Sun — Чак Уильямс
- 1951 — Проход на Запад / Passage West — Джейкоб Карнс
- 1951 — Её компания / The Company She Keeps — Ларри
- 1952 — Все моё — твоё / Everything I Have Is Yours — Алекс Тэксбери
- 1952 — Одно большое дело / One Big Affair — Джимми Донован
- 1953 — Леди хочет норку / The Lady Wants Mink — Джим Коннорс
- 1953 — Подделка / The Fake — Пол Митчелл
- 1954 — Барабаны Таити / Drums of Tahiti — Майк Мэклин
- 1954 — Бриллиант / The Diamond — Джо Деннисон (также режиссёр фильма)
- 1955 — Анджела / Angela — Стив Кэтлетт (также продюсер, автор сценария (под именем Джонатан Рикс) и режиссёр фильма)
- 1955 — Чикагский синдикат / Chicago Syndicate — Барри Амстердам
- 1955 — Вымогательство в Лас-Вегасе / Las Vegas Shakedown — Джо Барнс
- 1956 — Внутри Детройта / Inside Detroit — Блэйр Виккерс
- 1957 — Леди мести / Lady of Vengeance — Уильям Т. Маршалл
- 1957 — Резня в Драгон Уэллс / Dragoon Wells Massacre — Капитан Мэтт Риордан
- 1961 — Все наверх / All Hands on Deck — Лейтенант-коммандор Брайан О’Гара
- 1962 — Жизнь — это цирк / Life Is a Circus — Бад (в титрах указан как Бад Флэнаган)
- 1964 — Голое пламя / The Naked Flame — Пол Эшли (также сценарист фильма под именем Эл Эверетт Деннис)
- 1965 — Бурный роман / The Wild Affair — сержант Блетч (в титрах указан как Бад Флэнаган)

Источник: Американский институт киноискусства

### Телевидение
- 1950—1953 — Саспенс / Suspense (телесериал, 2 эпизода)
- 1951—1956 — Видеотеатр «Люкс» / Lux Video Theatre (телесериал, 6 эпизодов)
- 1951 — Театр «Нэш Айрфлайт» / Nash Airflyte Theatre (телесериал, 1 эпизод)
- 1952 — Театр «Галф» / The Gulf Playhouse (телесериал, 1 эпизод)
- 1952 — Ваше любимое шоу / Your Show of Shows (телесериал, 1 эпизод)
- 1953 — Роберт Монтгомери представляет / Robert Montgomery Presents (телесериал, 1 эпизод)
- 1954 — Правосудие / Justice (телесериал, 1 эпизод)
- 1954—1956 — Кульминация / Climax! (телесериал, 4 эпизода)
- 1955 — Шоу продюсеров / Producers' Showcase (телесериал, 1 эпизод)
- 1956 — Телевизионный театр «Крафт» / Kraft Television Theatre (телесериал, 1 эпизоод)
- 1956 — Студия Один / Studio One (телесериал, 1 эпизод)
- 1956 — Театр 90 / Playhouse 90 (телесериал, 1 эпизод)
- 1956 — Театр кинорежиссёров / Screen Directors Playhouse (телесериал, 1 эпизод)
- 1957 — Театр звезд «Шлитц» / Schlitz Playhouse of Stars (телесериал, 1 эпизод)
- 1958 — Студия 57 / Studio 57 (телесериал, 1 эпизод)
- 1958 — Подозрение / Suspicion (телесериал, 2 эпизода)
- 1959—1960 — Шоу Дениса О’Кифа / The Dennis O’Keefe Show (телесериал, 32 эпизода)
- 1960 — Речная лодка / Riverboat (телесериал, 1 эпизод)
- 1961 — Шоу Джои Бишопа / The Joey Bishop Show (телесериал, 1 эпизод)
- 1961 — Шоу Дика Пауэлла / The Dick Powell Show (телесериал, 1 эпизод)
- 1961—1962 — Следуй за солнцем / Follow the Sun (телесериал, 2 эпизода)
- 1963 — Шоу Реда Скелтона / The Red Skelton Show (телесериал, 1 эпизод)
- 1963 — Станция Юбочкино / Petticoat Junction (телесериал, 1 эпизод)

Источник: Internet Movie Database